# Hugo Losschaertstraat

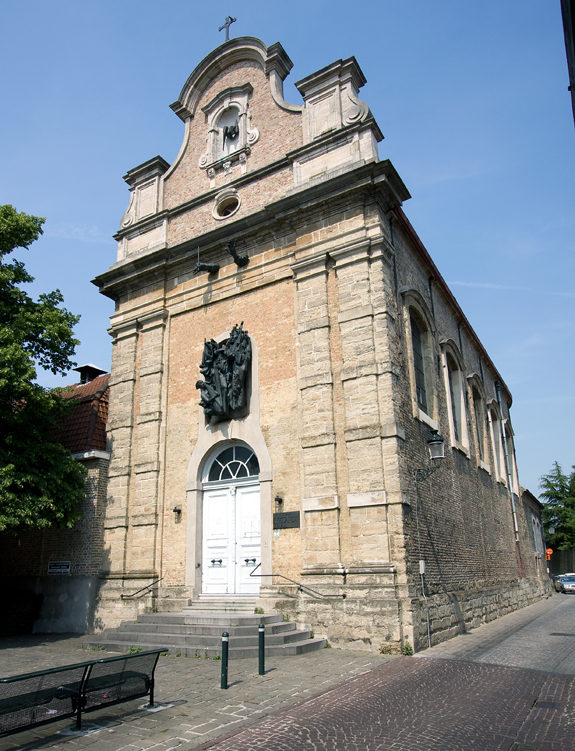
De Hugo Losschaertstraat loopt van het Achiel Van Ackerplein langs de Joseph Ryelandtzaal

De Hugo Losschaertstraat is een straat in Brugge.

## Beschrijving
Deze straat draagt al van in de middeleeuwen de naam en voornaam van een persoon en is hierin een uitzondering. Het ging er trouwens niet om een voorname persoon te eren (een soort eerbetoon dat pas einde 18de eeuw stilaan in gebruik kwam), maar wel omdat iemand met die naam er woonde of er grondeigenaar was.
De naam komt voor:
- 1305: in Hughes Losschenstrate;
- 1310: 's heer Hugo Losschaertstrate.

Losschaert was een familienaam die voortsproot uit het feit dat Hugo of een van zijn voorouders een losschaert of scheelziende was. Het woord leeft verder in het woord 'loens' (een beetje scheel), 'loense blik' (scheve onheilspellende blik) en in het Franse woord 'louche' (verdacht, archaïsch voor scheel) en het werkwoord 'loucher' (scheelzien).
De Losschaertstraat loopt van het Achiel Van Ackerplein naar de Schuttersstraat.